# Klosteralltag (Zisterzienser)

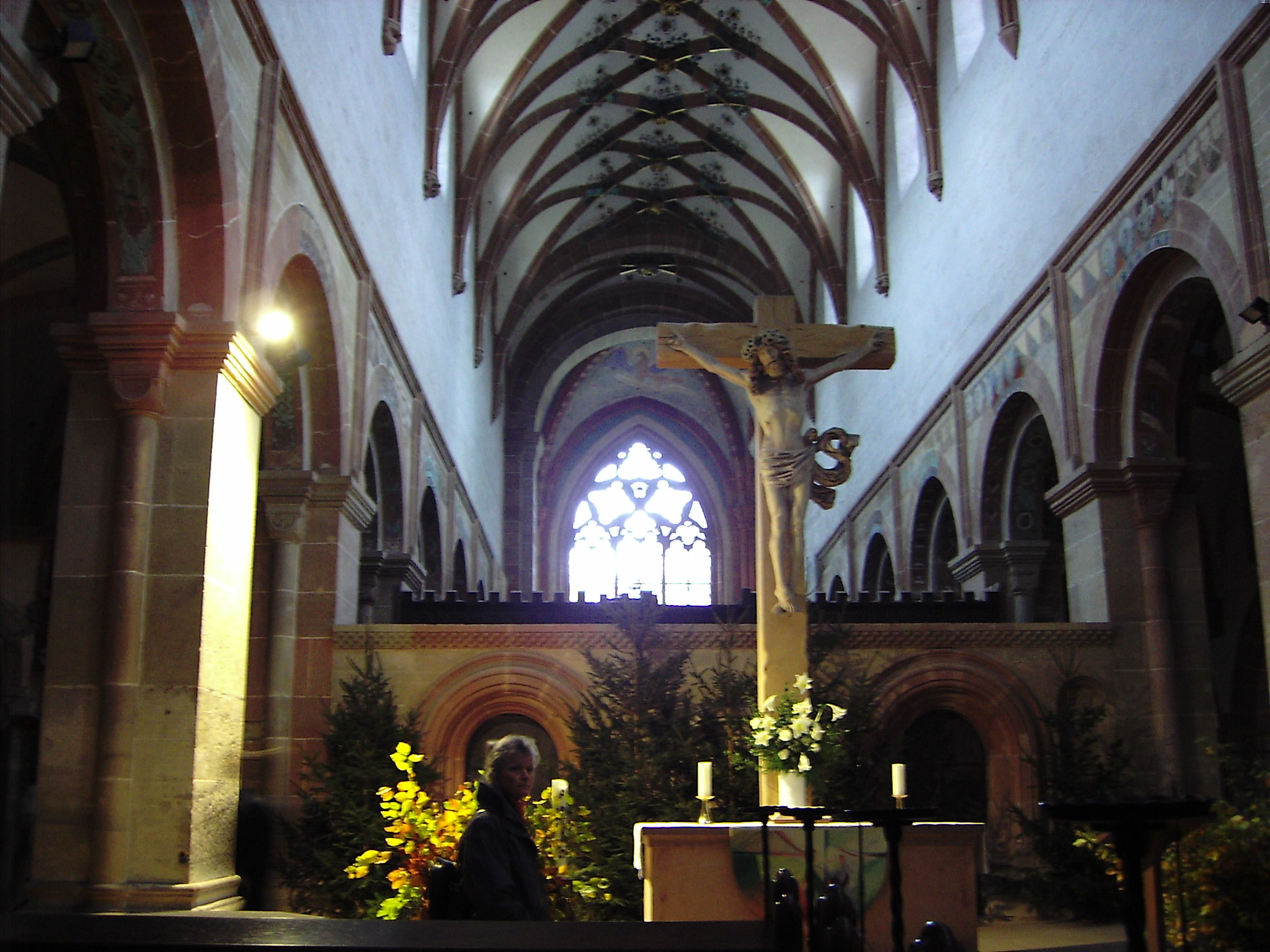
Klosterkirche Maulbronn

Der Alltag in den Klöstern des Zisterzienserordens ist geprägt von einem Rhythmus von Gebet und Arbeit (Ora et labora), der durch die Horen des Stundengebets strukturiert wird.
Am Beispiel des Zisterzienserklosters Maulbronn soll hier gezeigt werden, wie der Alltag der Mönche in etwa aussah.

## Personal im Kloster
Die Mitglieder eines Klosters leben in einer stark hierarchisch gegliederten Gemeinschaft.

### Heutiges Personal

#### Abt
Der Abt ist das Oberhaupt der Abtei und wird in freier Wahl von allen Ordensbrüdern gewählt. (Im frühen Mittelalter wurde er allerdings auch häufig durch den König bestimmt.) Nach seiner Wahl durch die Mitbrüder ist ihm jeder Klosterangehörige zu unbedingtem Gehorsam verpflichtet. Er vertritt das Kloster nach außen, schließt Verträge ab und entscheidet, in der Regel nach Rücksprache mit seinen Mitbrüdern, über Kauf und Verkauf von Klostergütern. Im Mittelalter unterstand er staatsrechtlich oft nur dem Kaiser. Seiner Vollmacht waren nur zwei Schranken gesetzt: die Ordensregel und das Generalkapitel. Das Kloster wurde jährlich vom Abt der Mutterabtei visitiert, und einmal im Jahr versammelten sich alle Klostervorstände zum Generalkapitel. Dort wurden die Klosterverwaltungen geprüft und gelegentlich auch etwa untaugliche Äbte abgesetzt.

#### Prior
Der Prior wird vom Abt ernannt. Er vertritt den Abt in seiner Abwesenheit und steht sonst dem inneren Dienst vor. Er steht an der Spitze der Klosterbrüder, mit denen er den Tageslauf teilt, und leitet alle Versammlungen und verteilt im Namen des Abtes die Tagesarbeit. Der Prior ist Exerzitienmeister und Seelsorger. In einem Priorat, also einem abhängigen Kloster einer Abtei, ist der Prior der Vorsteher des Klosters.

#### Kellermeister
Der Kellermeister (Cellerar) ist nach dem Prior der wichtigste Gehilfe des Abts. Als Klosterverwalter gehen alle Einkünfte durch seine Hand. Er stand den Laienbrüdern (Konversen) vor, die ihm Rechenschaft schuldeten. Um dieser Tätigkeit nachgehen zu können, genoss er Freiheiten wie die Laienbrüder und musste sich in Belangen, die seine Arbeit betrafen, nicht an das Schweigegebot halten.

#### Mönche
Die Mönche sind im Gegensatz zu den Laienbrüdern, den Konversen, in erster Linie für die Seelsorge und den Gottesdienst da. Nicht wenige sind im Schuldienst tätig oder arbeiten als Theologen oder Wissenschaftler auch außerhalb des Klosters. Die Laienbrüder waren bis in die Neuzeit meist nicht nur dienstlich, sondern auch räumlich von den Mönchen getrennt. Eine Scheidewand zog sich durch das ganze Kloster, das dadurch zu einer „Doppelanstalt“ wurde. Während die Konversen meist in der Landwirtschaft oder als Handwerker tätig waren, kümmerten sich die Mönche um Liturgie und geistige Arbeit. Sie waren in ihrem Tagesablauf nach der Carta Caritatis der Zisterzienser zum Lesen und/oder Schreiben verpflichtet. Dadurch, dass es heutzutage keinen Unterschied zwischen den geweihten Brüdern und den Laienbrüdern mehr gibt, nehmen die geweihten Brüder heute auch Arbeitsaufgaben war. 

#### Sonstige Ämter
Weitere Ämter in einem Kloster der Zisterzienser können beispielsweise folgende sein:
- Sakristan – dieser ist verantwortlich für die Klosterkirche und alles, was mit der Liturgie zusammenhängt.
- Kantor – dieser kümmert sich um den Chor des Klosters und die Bücher.
- Bibliothekar – dieser kümmert sich um die Bibliothek und die Schreibstuben.
- Pförtner – dieser ist dafür zuständig, Besucher an den Außenpforten der Klausur hereinzulassen.
- Infirmar (oder Krankenmeister) – dieser betreut die Krankenstation außerhalb der Klausur.
- Hospitalis (oder Gastmeister) – dieser kümmert sich um das Wohlergehen der Gäste und ist dem Zellerar unterstellt.
- Novizenmeister – dieser kümmert sich um die Ausbildung der Novizen.[1]

### Ehemaliges Personal
Konversen waren ein fester Bestandteil des Zisterzienserklosters im Mittelalter. Im heutigen Klosteralltag gibt es die Position der Konversen so nicht mehr. Heute sind Laienmönche den Priestermönchen, außer der Weihe zum Priester, weitgehend gleichgestellt. Auch Laienmönche können auf Grund ihrer weltlichen Berufe, durchaus auch gehobenen Aufgaben nachgehen. Konversen sind weiterhin als Arbeiter vorzustellen.

#### Konversenmeister
Der sogenannte Konversenmeister war der Exerzitienmeister und Seelsorger der Laienbrüder. Er leitete den Gottesdienst der Konversen, nahm ihnen die Beichte ab und besuchte die Handwerker in den Werkstätten, die Hirten auf dem Feld, die Meier und Winzer auf den Höfen.

#### Konversen
Die Konversen oder Laienbrüder sind ebenfalls Mönche. Auch sie sind zum Schweigen, Beten, Singen und Fasten verpflichtet, unterschieden sich aber zu Zeiten von den Priestermönchen durch Kleidung und Haartracht. Sie trugen statt des Habits ein ärmelloses Obergewand und eine andere Tonsur. Sie lebten innerhalb des Klosters als eine Gemeinschaft der praktisch Tätigen als Hirten, Winzer, Fischer und Handwerker aller Art, waren aber den Priestermönchen nicht eigentlich untergeordnet.

#### Sonstige Ämter
Weitere Ämter in Zisterzienserklöstern waren bis zum Ende des 15. Jahrhunderts Subprior, Kellner und Subkellner, Kämmerer, Busar, Kantor, Küster, Pförtner, Siechenmeister, Schreibmeister, Hofmeister und ein Bibliothekar.

## Tagesablauf
Der Tagesablauf der Mönche wurde durch die acht täglichen Horen des Stundengebets gegliedert, die der heilige Benedikt von Nursia den Mönchen vorschrieb.
Sie sollten mit Psalm 119 zu Gott sprechen: „Ich lobe dich des Tags siebenmal und mitten in der Nacht stehe ich auf, dir zu danken“.
Die Mönche schliefen im Mittelalter angekleidet auf Strohsäcken, während die ganze Nacht über ein Licht brennt. Um 2 Uhr weckt der Subprior durch ein Glockenzeichen die Brüder zur Matutin. Sofort erheben sich alle, um zu dem von drei Kerzen erleuchteten Herrenchor zu schreiten. Auf Vaterunser und Glaubensbekenntnis folgen Psalmen und Lobgesänge, dann spricht der Abt den Segen. Nach einem Wechselgesang setzten sich die Mönche zum Anhören von Abschnitten aus der Bibel oder den Kirchenvätern. Nach der vierten Lektion wird das Gloria angestimmt, dann folgen wieder Psalmen, bis ein Spruchvers zum Schlussgebet überleitet. Diese Vigilie kann bis zu drei Stunden dauern. Wenn noch Zeit übrig bleibt, so haben sich die Mönche im Kapitelsaal mit Lesen zu beschäftigen.
Bei Beginn der Morgendämmerung ruft die Glocke zu den Laudes, worin hauptsächlich Lobpsalmen gesungen werden. Dann tritt eine Pause ein. Unmittelbar nach Sonnenaufgang versammeln sich die Mönche zur Prim mit dem feierlichen Hochamt. Jetzt gehen die Mönche in den Kapitelsaal. Ein Priester liest eine kurze Predigt, dann ein Kapitel aus der Ordensregel. Danach werden die Namen derjenigen Mönche verlesen, die etwas zu büßen haben. Hierauf wird aller verstorbenen Brüder des Ordens und ihrer verstorbenen Verwandten gedacht. Endlich ergreift der Leitende das Wort und legt das verlesene Kapitel der Ordensregel aus. Dann geht er zur Abstrafung der Übertretungen über. Jeder Ordensbruder darf jeden anklagen. Dem Beschuldigten ist es aber verboten, am gleichen Tag mit einer Gegenanklage zu antworten. Hierauf werden die Geißelungen vollzogen. Der Büßer entkleidet sich bis zum Gürtel, und während er gepeitscht wird, ruft er: „Es ist meine Schuld, meine größte Schuld, ich will mich bessern!“ Der Leitende bestimmt, wann es genug ist. Nun verneigen sich alle und entfernen sich. Nur wer beichten will, bleibt beim Prior zurück. Anschließend werden im Parlatorium die Weisungen zu den verschiedenen Tagesarbeiten erteilt, im Sommer ziehen viele Mönche aufs Feld, im Winter tritt dafür Hausarbeit oder das Lesen erbaulicher Schriften ein.
Genau zwischen Aufgang und Mittagsstand der Sonne ist die Terz, der vierte Gottesdienst. Wer keine Arbeit hat, beschäftigt sich mit Lesen frommer Bücher im Kreuzgang, bis zur Sext, dem Mittagsgottesdienst, an dem das Mittagessen im Herrenrefektorium anschließt. Die Ordensbrüder waschen sich an der Brunnenkapelle die Hände, dann tritt jeder still an seinen Platz. Der Prior läutet zu Beginn, bis der 51. Psalm in der Stille gebetet ist. Darauf spricht der ganze Chor „benedicite“, dann Halbchor gegen Halbchor das Gloria und Kyrie eleison; den Schluss bildet ein halblautes Vaterunser. Jetzt spricht der Wochenpriester: „Wir flehen, Herr, segne deine Gaben!“ Darauf bekreuzigen sich alle und nehmen Platz. Das Mittagessen besteht meistens aus Brei und Hülsenfrüchten, als Fleischspeisen sind nur Fisch und Geflügel gestattet. Außerdem erhält jeder Mönch täglich ein Pfund Schwarzbrot und einen halben Schoppen (0,27 Liter) Wein, der mit Wasser vermischt wird. Während des Essens ist Stillschweigen zu beachten. Gleichzeitig werden auf der Kanzel des Speisesaals Stücke aus der Bibel oder den Kirchenvätern, auch Teile einer Predigt vorgelesen. Wer spricht, dem wird der Wein bzw. das Essen weggenommen oder er wird körperlich gezüchtigt. Zum Schluss gibt der Prior ein Zeichen mit der Glocke, worauf sich alle erheben und gemeinsam einen Dankvers sprechen. Unter Absingen eines Psalms ziehen die Mönche paarweise zu einem Dankgebet in die Kirche.
Nach Beendigung aller Zeremonien haben die Mönche eine kurze Bettruhe und ziehen in Reih und Glied zum Schlafsaal. Nach dem Zeichen zum Aufstehen eilen sie zur Brunnenkapelle, um sich die Augen auszuwaschen.
Genau in der Mitte zwischen Mittag und Sonnenuntergang ruft die Glocke zur Non, die wieder in der Kirche mit Gebet, Hymnen, Psalmen und Vorlesungen gefeiert wird. Im Sommer geht es nun wieder zum Refektorium, wo unter allerhand Zeremonien das Bibere eingenommen wird, etwas Wasser, in das jeder auch etwas von seinem Wein gießen konnte.
Nun folgen wieder einige Stunden Arbeit bis zur Vesper, dem Abendgottesdienst. An diesen vorletzten Gottesdienst schließt sich ein kaltes Abendbrot, dann die Abendlektion im Kreuzgang. Dabei wird aus den Lebensgeschichten der heiligen Väter vorgelesen, auch aus Cassians Gesprächen über das Klosterleben. Danach ziehen alle in die Kirche zur Schlussandacht des Tages, dem Komplet, welche die Zahl der Horen komplett macht. Zum Schluss wird jeder im Vorübergehen vom Abt (oder Prior) mit Weihwasser besprengt und geht in den Schlafsaal.